# Okrzyn jeleni

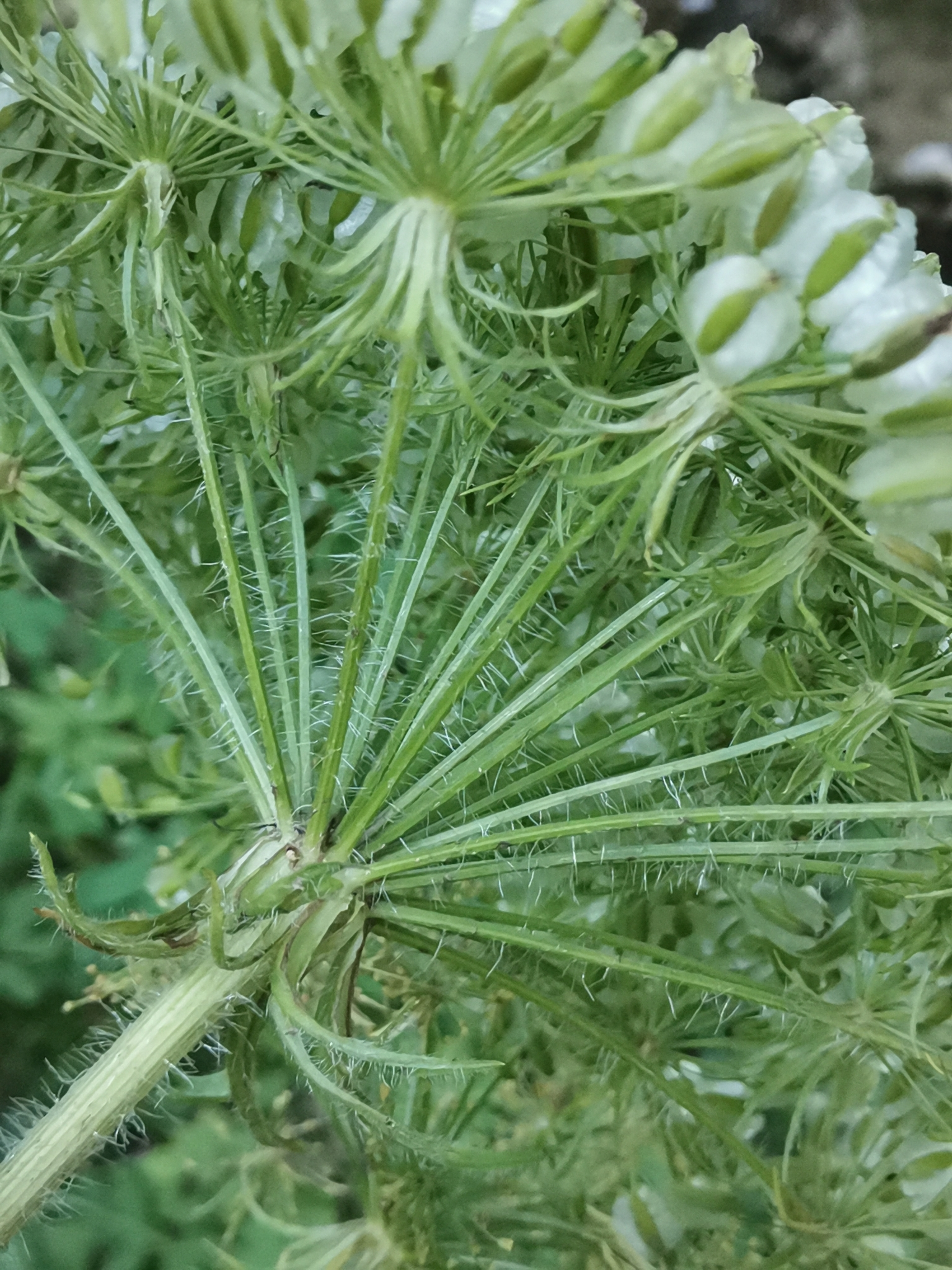
Baldach złożony w czasie owocowania

Okrzyn jeleni (Laser archangelica (Wulfen) Spalik & Wojew.) – gatunek rośliny z rodziny selerowatych.

## Rozmieszczenie geograficzne
Rośnie w górach środkowej i południowo-zachodniej Europy. W Polsce stwierdzono jego występowanie tylko w Karpatach i to tylko w dwóch miejscach: na Babiej Górze (skąd podawany jest od dawna) oraz na Malinowskiej Skale w Beskidzie Śląskim (stwierdzony w 2003 r.).
W masywie Babiej Góry okrzyn jeleni występuje na północnych stokach góry, z reguły w trudno dostępnych miejscach w strefie górnej granicy lasu, w większości pomiędzy 1350 a 1400 m n.p.m. Największe skupiska znajdują się pod Sokolicą, w dolinie Markowego Potoku (gdzie schodzi on aż poniżej Górnego Płaju, tj. do ok. 1050 m n.p.m.). Rośnie też pod Kępą, poniżej Izdebczysk i na Borsuczych Skałach. Stanowisko w dolinie Cylowego Potoku nie zostało potwierdzone. W 2015 r. na czterech wyżej wymienionych stanowiskach naliczono łącznie 182 osobniki tego gatunku.
Stanowisko w Beskidzie Śląskim znajduje się na wysokości 965–990 m n.p.m., na stromym stoku doliny Potoku Malinowskiego, w obszarze rozległego, aktywnego osuwiska wytworzonego na łupkowym podłożu.

## Morfologia
PokrójRoślina zielna z grubym, żółtobrunatnym kłączem, w szyi korzeniowej z tuniką tworzoną przez nasady starych liści. Łodyga osiąga od 60 do 200 cm wysokości. Jest gruba, bruzdowana, silnie kosmato owłosiona (zwłaszcza pod węzłami). W dole ma puste międzywęźla i wyraźne węzły, w górnej części jest pełna.
LiścieOdziomkowe liście okazałe, ogonkowe, o blaszce w zarysie trójkątnej, kilkukrotnie trójdzielne lub pierzaste, z rozdętymi pochwami. Na dolnej stronie owłosione. Poszczególne listki jajowate z klinowatą nasadą i nierówno ząbkowanymi brzegami. Końcowe listki trójwrębne lub trójklapowe.
KwiatyDrobne, białe lub różowawe, zebrane w baldach złożony składający się z 20–40 baldaszków osadzonych na szorstko owłosionych szypułach. Pokrywy i pokrywki liczne, równowąsko lancetowate i orzęsione. Kielich z krótkimi, szydłowatymi lub lancetowatymi ząbkami. Płatki korony do 2 mm szerokie i 1 mm długie, na końcu wycięte i z łatką.
OwoceElipsoidalne rozłupnie rozpadające się na dwie rozłupki. Osiągają do 10 mm długości i 8 mm szerokości, są nagie, ze słabo zaznaczonymi żebrami głównymi, ale oskrzydlonymi żebrami dodatkowymi.

## Biologia i ekologia
RozwójBylina, hemikryptofit. Po wykiełkowaniu przez kilka lat nad ziemią widoczne są tylko okazałe liście, zebrane w przyziemną rozetę. Później rozwija pęd kwiatostanowy. Kwitnie w lipcu i sierpniu, czasem do września. Po wydaniu owoców roślina obumiera. Rozmnaża się tylko przez nasiona. W czasie badań przeprowadzonych w latach 1983–1995 w ogrodzie w Zawoi pod Babią Górą stwierdzono, że kiełkuje 48–58% nasion. Wykiełkowane siewki najwcześniej zakwitły po 4 latach (1–9% siewek), najliczniej w piątym (4–31%) i szóstym roku (9–42%). Ostatnie zakwitły dopiero w 10 roku życia. Jeden osobnik wytwarza 4–15 tysięcy nasion. Są ciężkie i rozsiewają się samorzutnie w niewielkiej odległości od macierzystej rośliny (barochoria).
SiedliskoRośnie na obszarach górskich, w miejscach skalistych, na brzegach lasów i łąkach. Na Babiej Górze rośnie w jarzębinowych zaroślach oraz w zaroślach kosodrzewiny i ziołorośli w reglu górnym i na jego granicy z kosodrzewiną. Na Malinowskiej Skale w strefie regla dolnego w ziołoroślach reprezentowanych przez zespół parzydła leśnego i omiegu górskiego Arunco-Doronicetum austriaci oraz zespół lepiężnika białego Petasitetum albi, a także w jaworzynie karpackiej Sorbo aucupariae-Aceretum pseudoplatani.

## Zagrożenie i ochrona
Kategorie zagrożenia gatunku:
- Kategoria zagrożenia w Polsce według Czerwonej listy roślin i grzybów Polski (2006)[11]: R (rzadki); 2016: CR (krytycznie zagrożony)[12].
- Kategoria zagrożenia w Polsce według Polskiej czerwonej księgi roślin[13]: CR (critical, krytycznie zagrożony).

Na Babiej Górze w latach 2001–2002 naturalne skupiska okrzynu jeleniego liczyły od kilku do kilkudziesięciu okazów. Znajdują się w ściśle chronionych obszarach Babiogórskiego Parku Narodowego, na dokładkę w miejscach oddalonych od szlaków turystycznych i trudno dostępnych. Zabezpieczone są więc przed zniszczeniem przez ludzi. Mogą jednak zaniknąć w wyniku naturalnych procesów, np. w wyniku zarośnięcia ich siedlisk przez zarośla lub las. Zagrażają im także występujące na Babiej Górze osuwiska skalne oraz zgryzanie pędów przez jelenie.
Stanowisko na Malinowskiej Skale również znajduje się z dala od dróg i ścieżek leśnych. W 2003 r. rosło tutaj 8 osobników kwitnących i kilkadziesiąt płonnych. W roku 2011 zaobserwowano tu 37 osobników, w tym 4 kwitnące. Siedlisko zajmowało obszar ok. 9 arów.

## Symbolika
Okrzyn jeleni został uznany za symbol Babiogórskiego Parku Narodowego. Uprawiany jest w Ogrodzie Roślin Babiogórskich w Ośrodku Edukacyjnym Babiogórskiego Parku Narodowego w Zawoi Markowej.